# Operación Tormenta del Norte
La Operación Tormenta del Norte fue una operación militar efectuada en junio de 2013 por el Ejército Árabe Sirio, junto a efectivos de la organización Hezbolá, cuyo objetivo era recapturar los alrededores de la ciudad de Alepo, cuyo control se disputan ambos bandos desde mediados de 2012. La milicia chií Hezbolá envió a 2000 de sus combatientes en respaldo de las Fuerzas Armadas Sirias, táctica que ya había sido utilizada en Wadi Deif y en al-Qusair.

## Desarrollo
El 9 de junio de 2013, el ejército anunció el comienzo de la «Operación Tormenta del Norte», en un intento por recapturar territorio en la ciudad de Alepo y sus alrededores. En anticipación al asalto, el bando leal fortificó las localidades chiíes de Nubl y Zahra, a las que pensaba utilizar como plataformas desde las cuales avanzar hacia Alepo. Los rebeldes, por su parte, fortalecieron sus defensas en Salamiyeh, al sur de la ciudad, para impedir el paso de tanques desde esa dirección.
Durante el lapso de una semana, las fuerzas progubernamentales avanzaron tanto en el campo como en la ciudad, empujando a los rebeldes. Sin embargo, el 14 de junio, según un militante opositor, la situación comenzó a revertirse luego de que los rebeldes detuviesen una columna blindada de refuerzos que partió de Alepo, en dirección a los poblados chiíes del noroeste. Dos días después, dicha columna seguía sin poder abrirse paso. Los rebeldes afirmaron haber destruido un tanque y haber matado a 20 soldados al noreste de Maaret al-Arteek. Antes de esto, el ejército había capturado la colina de Maaret al-Arteek, con vistas a las posiciones rebeldes. En los días previos, los rebeldes habían recibido al menos 50 misiles antitanque rusos Konkurs de parte de Arabia Saudí.
El 12 de junio, el ELS afirmó haber matado a 40 soldados sirios y miembros de Hezbolá, al ser estos emboscados mientras viajaban en autobuses desde al-Bouz hacia Khanasir. Al día siguiente, las fuerzas leales lograron penetrar desde dos frentes en el barrio rebelde de Sakhour, pero fueron repelidos al cabo de unas horas.
El 17 de junio, un coche bomba fue detonado en instalaciones militares en el distrito de al-Douwairinah, al este del aeropuerto. Al-Nusra se adjudicó la responsabilidad del ataque. Algunos militantes opositores afirmaron que habían perecido 60 soldados. Sin embargo, según el OSDH, la cifra era de seis muertos y quince heridos.
Hacia fines de julio, algunos analistas consideraban que «Tormenta del Norte» no era más que una finta, dado que el ejército no había emprendido ninguna ofensiva a gran escala para de desviar recursos rebeldes a la región de Alepo, mientras que las fuerzas leales intensificaban el sitio en Homs, en un intento por desalojar los últimos reductos rebeldes en el centro de la ciudad.